# Leptoiulus ivanjicae
Leptoiulus ivanjicae är en mångfotingart som beskrevs av Bozidar P.M. Curcic och Makarov 1997. Leptoiulus ivanjicae ingår i släktet Leptoiulus och familjen kejsardubbelfotingar. Inga underarter finns listade i Catalogue of Life.